# La frontiera senza legge
La frontiera senza legge (The Lawless Frontier) è un film del 1934 diretto da Robert N. Bradbury.
È un film western statunitense con John Wayne, Sheila Terry e George 'Gabby' Hayes.

## Produzione
Il film, diretto, ideato e sceneggiato da Robert N. Bradbury, fu prodotto da Paul Malvern per la Lone Star Productions e la Monogram Pictures e girato a Kernville, nel Red Rock Canyon State Park a Cantil e nel Trem Carr Ranch a Newhall, in California.

## Distribuzione
Il film fu distribuito con il titolo The Lawless Frontier negli Stati Uniti dal 22 novembre 1934 al cinema dalla Monogram Pictures.
Alcune delle uscite internazionali sono state:
- nel Regno Unito il 22 luglio 1935
- in Danimarca il 16 settembre 1935 (De lovløses Samfund)
- in Germania (Das Gesetz des Stärkeren e, in TV, Land ohne Gesetz)
- in Brasile (Fronteiras Sem Lei)
- in Francia (Le territoire sans loi)
- in Italia (La frontiera senza legge)